# Zerzabelshof
Zerzabelshof is een plaats in de Duitse gemeente Neurenberg, deelstaat Beieren, en telt 8165 inwoners (2005).